# 哈馬黑拉長尾鬚鯊
哈馬黑拉長尾鬚鯊（學名：Hemiscyllium halmahera），是在印度尼西亞的德那第附近，大哈馬黑拉島海岸附近採集的兩個標本，而在2013年新發現的竹鯊。該物種也跟分布在西巴布亞蓋氏長尾鬚鯊相似，但在斑點模式上卻有明顯不同。而蓋氏長尾鬚鯊在身體的每一側都有七個大的黑斑，哈馬黑拉長尾鬚鯊為褐班，在其身體上呈多邊形構型的棕色或白色斑點。這種小型竹鯊像其他竹鯊一樣，用胸鰭在海底"行走"。

## 外部連結
- Vimeo上的Hemiscyllium halmahera video